# 二十史朔闰表
《二十史朔閏表》，陳垣作品，凡二十卷，1926年印行，1962年中华书局重印。
1922年，常福元请陳垣作《回历岁首表》，後來陳垣決心考定二千年的朔闰，先後參考了刘羲叟《长历》、耶律俨之《辽宋闰朔考》、钱侗《四史朔闰考》、汪曰楨《历代长术纪要》，清代则取《时宪书》，“稿凡五易，时阅四年”，始于汉高元年（前206年），終於清宣统三年（1911年）。但《二十史朔閏表》很可能是以汪曰楨《曆代長術輯要》爲藍本改編而成的，而未做前期的基礎性研究。
1926年7月24日，胡適在火車上寫〈介紹幾部新出的史學書〉，第一部即是《二十史朔閏表》，胡適認為：
|  | 此書不但是中史二千年日曆，實在是一部最簡明最方便的『中西回三史合曆』」「我們應該感謝陳先生這一番苦功夫，作出這種精密的工具來供治史學者之用……這種勤苦的工作，不但給杜預、劉義叟、錢侗、汪曰楨諸人的『長術』研究作一個總結果，並且可以給世界治史學的人作一種極有利的工具。 |

然而此書有關漢代的朔日，對照漢代史籍，以及近年出土之竹簡所記載的朔日多有不合。
與汪曰楨《曆代長術輯要》幾乎同時成書的長曆，還有明治十三年(1880)由日本內務省地理局編纂的三正綜覽。

## 文內注釋
1. ↑  载于《辽史·历象志》
2. 1 2  邱靖嘉(2012)。《遼史·曆象志》溯源——兼評晚清以來傳統曆譜的系統性缺陷 （页面存档备份，存于）。中國社會科學院歷史研究所《中華文史論叢》2012年第4期
3. ↑  黃一農. . New Perspectives on the Study of Chinese Culture and Society. 美國 Princeton: 11. 2003年3月  [2013-02-11]. （原始内容存档于2016-03-13）.